# Comuna Varde
Varde (Varde Kommune) este o comună din regiunea Syddanmark, Danemarca, cu o suprafață totală de 1236,69 km².